# Armenisch-russische Beziehungen
Die Beziehungen zwischen der Republik Armenien und der Russischen Föderation sind auch aufgrund der Eurasische Wirtschaftsunion wirtschaftlich eng. Armenien ist das Land unter den drei früheren Sowjetrepubliken im Kaukasus, das sich bis zum Jahr 2020 auch militärisch und politisch am engsten an Russland gebunden hatte. Russland galt bis dahin als Schutzmacht Armeniens, blieb jedoch teilnahmslos, als Aserbaidschan die mehrheitlich von Armeniern bewohnte Region Bergkarabach im Jahr 2020 und 2023 eroberte. Seitdem versucht sich Armenien von Russland, trotz der sehr engen wirtschaftlichen Beziehungen, geopolitisch zu distanzieren.
Unmittelbar nach der Unabhängigkeit Armeniens im Jahr 1991 waren die Beziehungen zu Russland kühl, weil Armenien seine Eigenständigkeit behaupten und sich dem russischen Einfluss entziehen wollte. Es gelang Armenien allerdings nicht, seine Beziehungen zur Türkei wie geplant zu normalisieren. Der erste nicht-kommunistische Präsident des Landes Lewon Ter-Petrosjan war führendes Mitglied im Karabach-Komitee, das die Spannungen um Bergkarabach verstärkte. Nach 1991 waren mangels Armee paramilitärische armenische Einheiten in Bergkarabach aktiv, verstärkt um russische Sondereinheiten mit Moskaus stillschweigender Billigung.

## Beziehungen von 1992 bis 2020
Im Jahre 1992 brach der Krieg um den Bergkarabachkonflikt aus. Das türkisch-aserbaidschanische Embargo gegen Armenien zwang Armenien dazu, die russischen Bedingungen eines Militärvertrages zu akzeptieren: Es musste der Gemeinschaft Unabhängiger Staaten beitreten, russische Militärbasen auf seinem Territorium zulassen und russische Truppen an seinen Grenzen patrouillieren lassen. Somit wurde Armenien der einzige Kaukasusstaat, der der GUS und der Organisation des Vertrags über kollektive Sicherheit freiwillig beitrat. Kurz nach Unterzeichnung dieses Vertrages wurde der aserbaidschanische Präsident Əbülfəz Elçibəy in einem von Russland orchestrierten Putsch gestürzt.
Als Russland im Jahre 1994 in Tschetschenien einmarschierte und daran scheiterte, die Republik und die durch Tschetschenien laufende Pipeline von Aserbaidschan nach Noworossijsk unter ihre Kontrolle zu bekommen, stellte Armenien seine Abhängigkeit von Russland in Frage.
Etwa 80 % der armenischen Energieversorgung befinden sich in russischer Hand. Das Wasserkraftwerk Argel und das Wärmekraftwerk Hrasdan wurden unter anderen 2006 an Russland übergeben, um Staatsschulden zu begleichen. Der Handel zwischen Armenien und Russland ist seit dem Einmarsch Russlands in Georgien stark zurückgegangen, es ist möglich, dass der Iran Russland als wichtigsten Partner Armeniens ablösen wird.
Für 2012 waren fast 1380 Unternehmen bzw. deren Filialen mit russischem Kapital in Armenien tätig. Im September 2013 beschloss die armenische Regierung unter Sersch Sargsjan, der russisch angeführten Zollunion beizutreten. Dafür legte man das Assoziierungsabkommen mit der Europäischen Union aufs Eis. Das Assoziierungsabkommen wurde ab 2018 vorläufig angewendet und trat im März 2021 in Kraft. Daran stieß sich der Kreml jedoch nicht.
Im September 2015 senkte Russland den Gaspreis für Armenien von 189 auf 165 US-Dollar pro Kubikmeter. 2016 wuchs der Import aus Armenien nach Russland um 70 Prozent.

## Beziehungen seit 2020
Obwohl Russland als Schutzmacht Armeniens galt, blieben die in Armenien stationierten russischen Truppen (etwa 4.500 Soldaten) sowohl im 44-Tage-Krieg im Jahr 2020 (als Eriwan die Kontrolle über seit den neunziger Jahren armenisch besetzte Gebiete und Teile der Region Nagorny Karabach verlor) als auch im September 2023 (als aserbaidschanische Truppen in einer Blitzoffensive die unter armenischer Kontrolle verbliebenen Teile der Karabachregion eroberten) teilnahmslos. Armenien, das bis dahin Mitglied im Verteidigungsbündnisses ODKB bzw. OVKS gewesen war, beendete daraufhin die Zahlung seiner Mitgliedsbeiträge an die OVKS und blieb auch Bündnistreffen und Militärübungen der OVKS fern – auch weil die OVKS keine Resolution gegen Aserbaidschan verabschiedet hatte und weil die OVKS Armenien erst dann eine Art Beobachtermission anbot, als Armenien bereits von der Europäischen Union (EU) ein gleiches Angebot (die Mission EUMA) erhalten hatte. Anfang 2024 kündigte Armeniens Premier Nikol Paschinjan schließlich den Austritt aus der OVKS an, ohne jedoch den Austrittszeitpunkt bekanntzugeben.
Bei der Abstimmung in der UN-Generalversammlung über die Bewertung des russischen Großangriffs auf die Ukraine im Jahr 2022 enthielt sich Armenien.
Im September 2023 und Juli 2024 hielt das armenische Militär gemeinsam mit einer geringen Anzahl von US-Soldaten Militärübungen unter dem Namen Eagle Partner in Armenien ab.
Im März 2024 trat Armenien dem Internationalen Strafgerichtshof bei, der ein Jahr zuvor einen Haftbefehl gegen den russischen Staatspräsidenten Wladimir Putin erlassen hatte. Im selben Jahr zog Russland seine Truppen aus der Armenisch-Aserbaidschanischen Grenzregion ab und beendete auch die fast 32 Jahre andauernde Präsenz der russischen Truppen am einzigen internationalen Flughafen Armeniens. Nachdem die Europäische Union Armenien ebenfalls im Jahr 2024 anbot, zehn Millionen Euro an Militärhilfe und 270 Millionen Euro Wirtschaftshilfe zur Verfügung zu stellen, warnte Dmitri Peskow (Pressesprecher des Präsidenten Russlands) Armenien vor einem „ukrainischem Weg“ und einem „Entweder-Oder“. Armenien nahm das Geld an.
An der Verbesserung der Armenisch-aserbaidschanischen Beziehungen im Jahr 2025 hatte Russland keinen Anteil.